# Juan Carlos Higuero
Juan Carlos Higuero, född den 3 augusti 1978 i Aranda de Duero, är en spansk friidrottare som tävlar i medeldistanslöpning.
Higuero första internationella mästerskapsfinal var finalen på 1 500 meter vid Olympiska sommarspelen 2000 då han slutade på åttonde plats på tiden 3.38,91. Hans första medalj kom vid EM inomhus 2002 då han blev silvermedaljör, två tiondelar efter Rui Silva. 
Han var även i final vid EM 2002 i München då han slutade på en femte plats på tiden 3.45,81. Vid Olympiska sommarspelen 2004 slutade han åtta i sin semifinal på 1 500 meter vilket inte räckte till att få springa i finalen. 
Vid EM inomhus 2005 var han åter i final och slutade även denna gång tvåa efter Ivan Hesjko denna gång var hans tid 3.37,98. Utomhus samma år var han i final vid VM i Helsingfors och slutade på en sjätte plats. 
Higuero deltog på både 1 500 meter och 5 000 meter vid EM i Göteborg och slutade båda gångerna på bronsplats. Under 2007 blev han europamästare inomhus på 1 500 meter på tiden 3.44,41. Vid VM 2007 i Osaka var han i final på 1 500 meter men slutade där på en trettonde plats. 
Han deltog även vid VM inomhus i Valencia 2008 och blev där bronsmedaljör. Samma år deltog han vid Olympiska sommarspelen i Peking och blev femma på 1 500 meter på tiden 3.34,44.